# Assumptes pendents
Assumptes pendents (títol original en francès 36 quai des Orfèvres) és una pel·lícula francesa dirigida per Olivier Marchal i estrenada l'any 2004.

## Argument
A París fa diversos mesos que una banda d'atracadors funciona amb total impunitat, fent gala d'una violència poc habitual. El director de la Policia Judicial, Robert Mancini (André Dussollier), no pot ser més clar amb dos dels seus comissaris, Léo Vrinks (Daniel Auteuil), cap de la Brigada d'Investigació i Intervenció, i Denis Klein (Gérard Depardieu), cap de la Brigada de la Repressió de la Delinqüència: el que aconsegueixi atrapar a la banda el substituirà i es convertirà en el gran cap del 36, Quai des Orfèvres, seu de la Policia Judicial. La guerra queda declarada entre els dos policies, abans amics, però als que ara separen les seves vides, els seus mètodes, els seus equips i una dona, Camille Vrinks (Valeria Golino).

## Crítica
Els tres principals atractius són el duo protagonista, Daniel Auteuil i Gérard Depardieu, dos dels més cotitzats astres del cinema gal, en el seu tercer tàndem davant les càmeres, un guionista director que sap molt bé de què parla, perquè va ser policia abans que cineasta, i finalment una història que beu directament de la realitat, de les lluites internes en el si de la policia judicial parisenca.

## Repartiment
- Daniel Auteuil: Léo Vrinks
- Gérard Depardieu: Denis Klein
- André Dussollier: Robert Mancini
- Roschdy Zem: Hugo Silien
- Valeria Golino: Camille Vrinks
- Daniel Duval: Eddy Valence
- Francis Renaud: Titi Brasseur
- Catherine Marchal: Ève Verhagen
- Guy Lecluyse: Groluc
- Alain Figlarz: Francis Horn
- Vincent Moscato: Jenner
- Anne Consigny: Hélène Klein
- Stéphane Metzger: Smao
- Mylène Demongeot: Manou Berliner
- Solène Blasch: Lola Vrinks als 11 anys
- Aurore Auteuil: Lola Vrinks als 17 anys
- Jo Prestia: Victor Dragan
- Olivier Marchal: Christo